# Derkar Adscham
Koordinaten: 37° 12′ N, 42° 49′ O

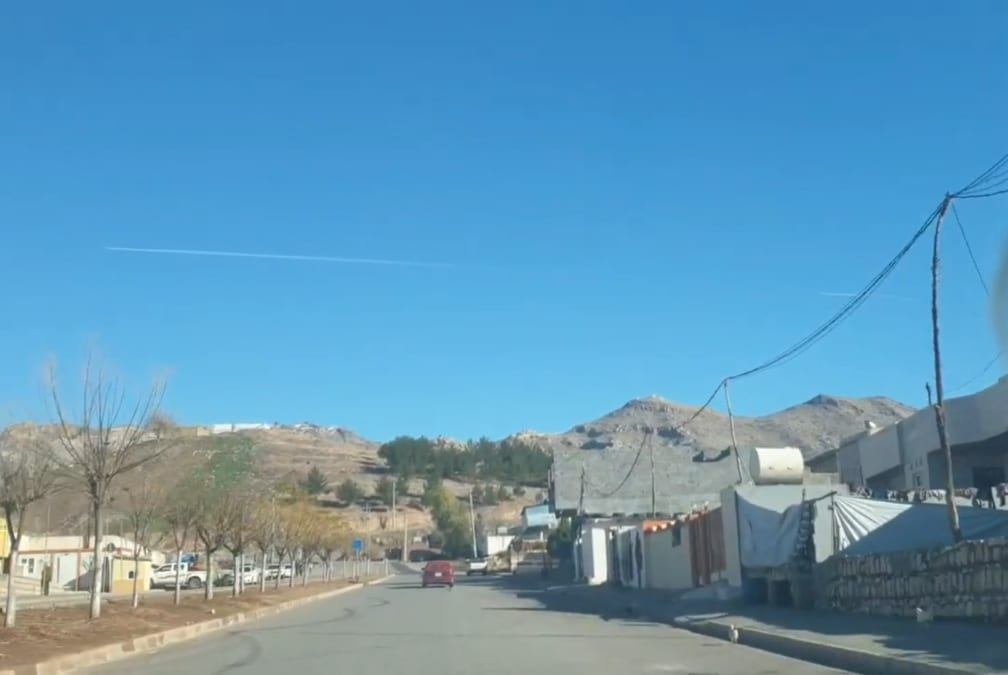
Derkar Adscham

Derkar Adscham (arabisch دركار عجم, DMG Darkār ʿAǧam, kurdisch دەركار عەجەم) ist ein Dorf im Gouvernement Dahuk im Nordirak und gehört zur Autonomen Region Kurdistan. Das Dorf Derkar Adscham ist ungefähr 14 Kilometer von Zakho entfernt. Derkar Adscham ist das Zentrum des kurdischen Stammes der Sindi.